# Ernst Haeckel
Ernst Heinrich Philipp August Haeckel (Potsdam, 16 de febrero de 1834-Jena, 9 de agosto de 1919), citado como Ernst Haeckel, fue un naturalista y filósofo alemán que popularizó el trabajo de Charles Darwin en Alemania, creando nuevos términos y conceptos como «ecología», «filo», «ontogenia», «filogenia», «monofilético» o «polifilético».

## Biografía académica
Estudió medicina en las universidades de Berlín, Wurzburgo y Viena. Más tarde se incorporó, en calidad de asistente de zoología de Carl Gegenbaur, a la Universidad de Jena, de la que fue catedrático (1865-1909). Desde 1862 se convirtió en el promotor más destacado de la teoría de la evolución en Alemania. 
Organizó varias expediciones zoológicas, fundó el Museo Filético de Jena y fue miembro de casi un centenar de instituciones científicas, como la Academia Leopoldina, la de Ciencias Bávara de Berlín, la Imperial de Ciencias de Viena y la de Turín, entre otras.

## Ideas y conceptos

### Evolucionismo

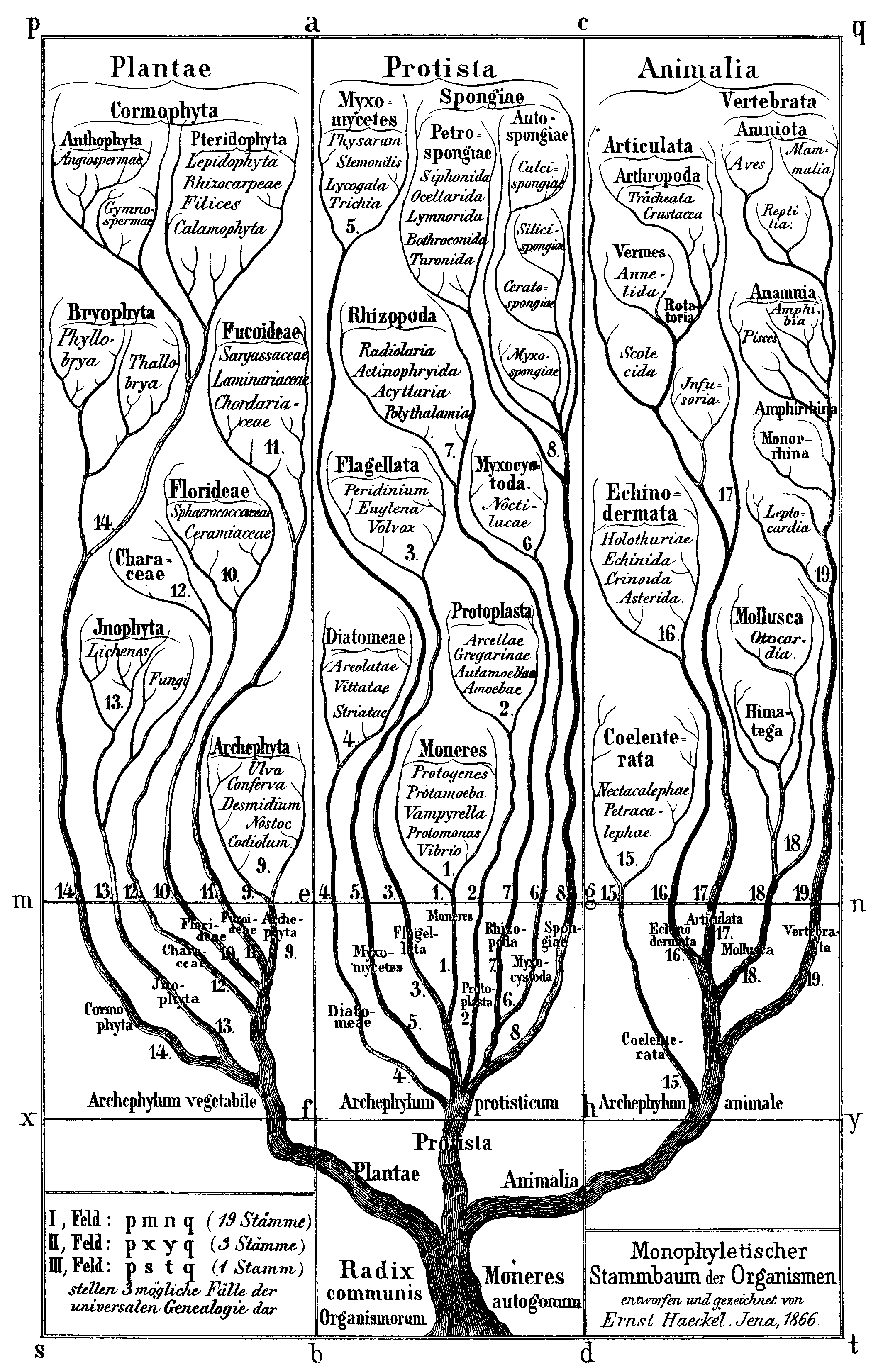
Árbol de la vida según Haeckel en su Morfología general de los organismos.

Ernst Haeckel fue un ferviente evolucionista. Sus ideas al respecto fueron recogidas en 1866 en su Generelle Morphologie der Organismen (Morfología general de los organismos), cuyo segundo volumen dedicó a Charles Darwin, Wolfgang Goethe y Jean-Baptiste Lamarck. No obstante, aunque Haeckel fue un gran defensor de la idea de selección natural, en realidad ignoró el papel del azar en la teoría darwinista. Su evolucionismo aceptaba muchas de las ideas de Lamarck y la Naturphilosophie. Radicalmente progresista, Haeckel defendió que la evolución estaba dirigida hacia una complejización progresiva que tendría al hombre como meta última. Haeckel era, además, radicalmente materialista y monista y consideró la evolución como una de las mejores pruebas de dicha filosofía.
Haeckel fue, mucho más que Darwin, el gran responsable de la integración de la anatomía y la embriología en la teoría evolutiva.

#### Teoría de la recapitulación

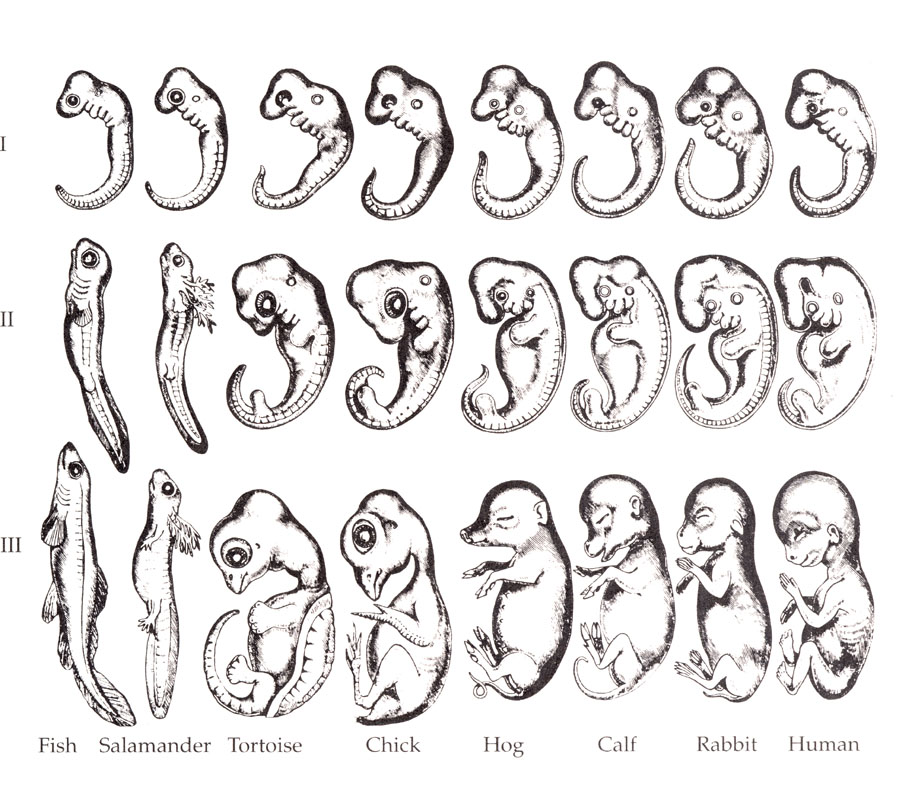
Copia de Romanes (1892) de los dibujos embriológicos de Haeckel.

Haeckel dividió el campo de la morfología en dos subcampos: anatomía y morfogenia. Esta última, a su vez, se dividía en ontogenia y filogenia, términos que introdujo para referirse, respectivamente, a la historia del desarrollo del individuo y la historia evolutiva de las especies. Las contribuciones de Haeckel a la zoología fueron una mezcla de investigación y especulación. Haeckel formuló en 1866 la teoría de la recapitulación, hoy desacreditada en su versión literal, ampliando las ideas de su mentor, Johannes Müller. Según esta teoría, el desarrollo de un embrión de cada especie repite el desarrollo evolutivo de esa especie totalmente, de modo que la ontogénesis reproduciría la filogénesis.
Haeckel postuló dos mecanismos responsables de la recapitulación: la heterocronía y la heterotopía. La heterocronía es la alteración del ritmo al que se producen los procesos de desarrollo. La heterotopía es la alteración en la localización espacial de uno o más procesos de desarrollo.

#### Origen de la vida
Ernst Haeckel sostuvo que todos los organismos (animales, plantas y organismos unicelulares) procedían de una sola forma ancestral. Sus estudios acerca de la biología marina, realizados en colaboración con Müller, le condujeron a comparar la simetría de los cristales con la de los animales más simples, y a postular un origen inorgánico para los mismos. En 1866 anticipó el hecho de que la clave de los factores hereditarios reside en el núcleo de la célula.

#### La teoría de la gastraea
La teoría de la gastraea tiene antecedentes en la obra de Alexander Kovalevsky y Iliá Metchnikoff. Kovalevsky (1866, 1867) había señalado un plan común al desarrollo temprano de todos los animales caracterizado por la formación, por invaginación, de un saco de dos capas cuya cavidad estaba destinada a convertirse en el canal alimentario. Las observaciones de Metchnikoff confirmaron esta hipótesis, pero no fue hasta Haeckel cuando se generalizaron para dar lugar a la teoría de la gastraea, propuesta en 1874 y considerada por Haeckel como su principal aportación a la biología. Haeckel defendió que el estado de "gástrula" era común a todos los metazoa, formándose por invaginación a partir de la blástula. Este plan común no era evidente en ciertas especies, debido a modificaciones cenogenésicas, pero el estado de gástrula mostraba la repetición palingenésica del ancestro común a todos los metazoa: la Gastraea.
De la teoría de la gastraea se seguían dos grandes consecuencias:
1. El ectodermo, el endodermo, la cavidad resultante de la invaginación y la boca de la gástrula (protostoma) en todas sus variantes eran homólogas en todos los metazoa, dada su común descendencia de la Gastraea.
2. El monofiletismo de los metazoa.

### Sistemática
Muy valiosas fueron sus aportes al estudio de los invertebrados, como las medusas, los radiolarios, los sifonóforos y las esponjas calcáreas, entre otros. Fue también el primero en distinguir entre seres unicelulares y pluricelulares y entre protozoos y metazoos.
A partir de su teoría de la Gastraea, Haeckel fundó una clasificación filogenética que trataba de reemplazar a los tipos de Georges Cuvier y Karl Ernst von Baer, pues la teoría de la gastraea hacía insostenible la irreductibilidad de los tipos defendida por aquellos. En ella, Haeckel opone a los protozoos (sin intestino ni capas germinales) de los metazoos (con capas germinales y arquénteron).

### Microbiología
En 1866 crea una taxón denominado Moneres para agrupar a las bacterias, definiéndolas como los seres más simples y carentes de núcleo celular, y separándolas de los protistas nucleados. De esta manera, Haeckel es un precursor de la división entre los seres procariotas y eucariotas. En 1904, en su Die Lebenswunder (Las maravillas de la vida), agrupa a las algas verdeazuladas (hasta entonces consideradas como vegetales) junto a las bacterias dentro de Moneres. Die Lebenswunder tuvo un éxito extraordinario, pues se hicieron de ella en Alemania más de quince ediciones de 30 a 40 000 ejemplares cada una.

### Origen del ser humano

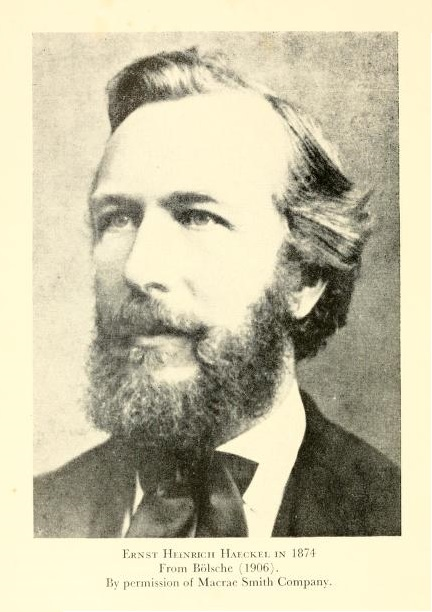
Ernst Haeckel, en foto de 1874.

Después de la publicación de El origen de las especies, de Charles Darwin, cuando aún no se había encontrado ningún antepasado de los seres humanos, Haeckel postulaba que la evidencia de la evolución humana se podía encontrar en las Indias Orientales Neerlandesas, y describió esas teorías con gran detalle, reconociendo que los simios y humanos tenían un origen común, y que debía de haber habido una especie intermedia, a la que dio el nombre de hombre simio o Pithecanthropus, la cual, aunque humana en muchos aspectos, no poseía la que consideraba verdadera característica del hombre, el lenguaje, por lo que la denominó Pithecanthropus alalus. El lugar de su aparición habría sido Lemuria, un continente que según creencia del siglo XIX se había hundido en el Océano índico en épocas remotas, y desde allí se había expandido por los otros continentes. Fascinado por su propia teoría, encargó a sus estudiantes encontrar el eslabón perdido. Uno de ellos, Eugène Dubois, lo hizo al encontrar el conocido como hombre de Java, al que dio el nombre de Pithecanthropus erectus, aunque más tarde sería reclasificado como Homo erectus.[cita requerida]

### Sociobiología
Haeckel propugnaba también que las razas «primitivas» estaban en su infancia y precisaban la supervisión y protección de sociedades más maduras, de lo que extrapoló una nueva filosofía, que denominó monismo. Sus obras sirvieron de referente y justificación para el racismo, el nacionalismo y el darwinismo social, y estuvieron en la base de las teorías racistas del nazismo. En la misma línea de pensamiento, el historiador Daniel Gasman señala que la ideología de Haeckel estimuló el nacimiento del fascismo en Italia y Francia.

### Grabados

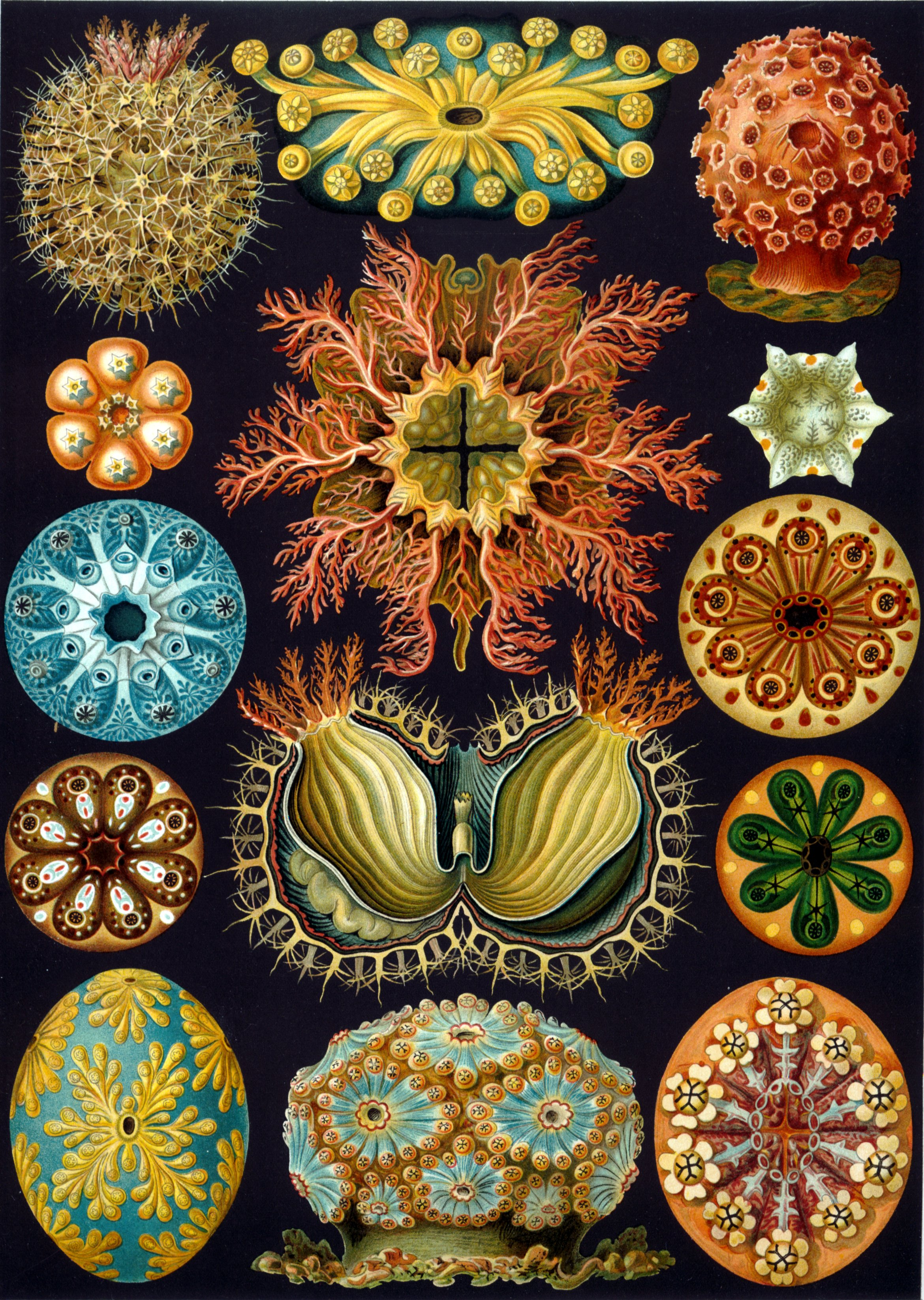
Ilustración de Haeckel de las Ascidiae.

En el transcurso de su carrera, Haeckel produjo en torno a mil grabados sobre la base de sus bocetos y acuarelas. Muchos de los mejores se incluyeron en la obra Kunstformen der Natur, trasladados desde los dibujos a la imprenta por el litograbador Adolf Giltsch. Es considerado uno de los grandes ilustradores del mundo natural del siglo XIX.

## Publicaciones

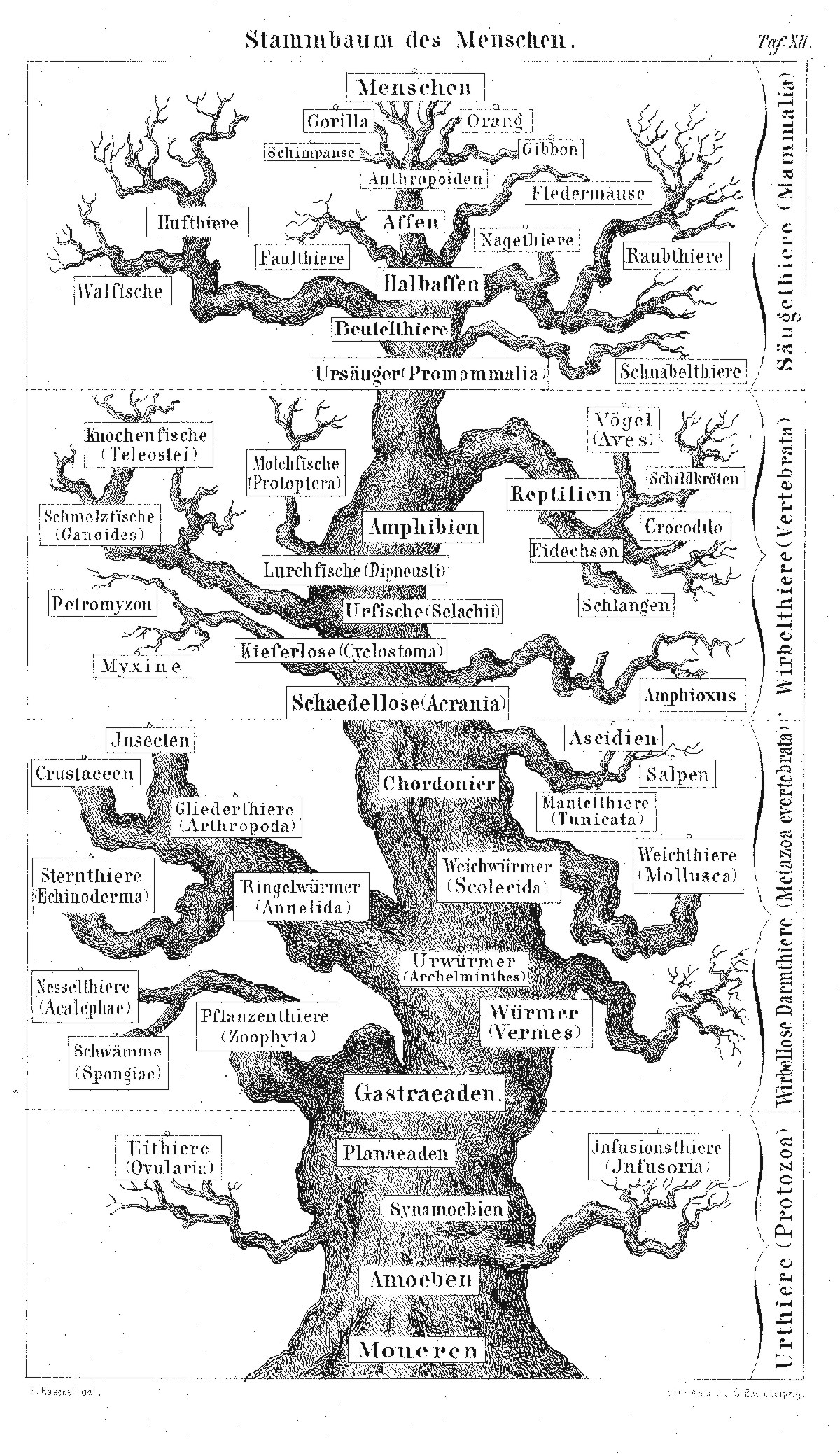
Pedigrí del ser humano (Haeckel, 1874).

- Monografía de los radiolaria (1862)
- Morfología general de los organismos (1866)
- Enigmas del Universo (1899)
- Obras de arte de la naturaleza
- Historia Natural de la creación (1868)
- Embriones de Haeckel (Embriones de Haeckel)

Además de sus muchos libros, Ernst Haeckel escribió:
- Generelle Morphologie der Organismen : allgemeine Grundzüge der organischen Formen-Wissenschaft, mechanisch begründet durch die von C. Darwin reformirte Decendenz-Theorie. 1866. Berlín
- Natürliche Schöpfungsgeschichte (1868) — La historia de la creación, en inglés: The History of Creation: Or the Development of the Earth and its Inhabitants by the Action of Natural Causes (1876; 6.ª ed.: New York, D. Appleton & Co., 1914, 2 vols.) Ilustración de la portada y la portada
- Freie Wissenschaft und freie Lehre (1877, Libertad en ciencias y libertad en la enseñanza), réplica al escrito donde Virchow objectó la enseñanza de la evolución en escuelas, en la idea de que la evolución era una hipótesis no probada.[10]

- Die systematische Phylogenie (1894) — Filogenia sistemática, que ha sido considerado como el mejor libro[10]
- Anthropogenie (1874, 5ª y agrandada edición 1903) — delineando la evolución humana
- Die Welträthsel (1895–1899), también Die Welträtsel (en inglés, world-riddle - The Riddle of the Universe), 1901[10]
- Über unsere gegenwärtige Kenntnis vom Ursprung des Menschen (1898) — traducido como La última tinta, 1808
- Der Kampf um den Entwickelungsgedanken (1905) — La lucha entre pensamientos sobre la evolución, 1906
- Die Lebenswunder. 1904. — La maravilla de la vida, un suplemento de Riddle of the Universe

Libros de viajes:
- Indische Reisebriefe. 1882. — Notas de viajes en la India
- Aus Insulinde: Malayische Reisebriefe (1901) — (Notas de viajes en Malasia), fruto de sus viajes a Ceilán y a Java
- Kunstformen der Natur (1904) — Formas del arte de la naturaleza, con planchas representando detallados animales marinos
- Wanderbilder (1905) — Imágenes de viajes, con reproducciones de paisajes al óleo y a la témpera.[10]

## Vida
Ernst Haeckel nació el 16 de febrero de 1834, en Potsdam (entonces parte del Reino de Prusia).
En 1852 Haeckel completó sus estudios en el Domgymnasium, el instituto catedralicio de Merseburg. Luego estudió medicina en Berlín y Würzburg, especialmente con Rudolph Albert von Kölliker, Franz Leydig, Rudolf Virchow (con quien más tarde trabajó brevemente como asistente) y con el anatomista-fisiólogo Johannes Peter Müller (1801-1858). Junto con Hermann Steudner asistió a clases de botánica en Würzburg. En 1857, Haeckel se doctoró en medicina, y posteriormente recibió la licencia para ejercer la medicina. El oficio de médico le pareció a Haeckel menos valioso tras el contacto con pacientes que sufrían.
Ernst Haeckel estudió con Karl Gegenbaur en la Universidad de Jena durante tres años, obteniendo una habilitación en anatomía comparada en 1861, antes de convertirse en profesor de zoología en la Universidad de Jena, donde permaneció durante 47 años, de 1862 a 1909. Entre 1859 y 1866, Haeckel trabajó en muchos filos, como los radiolarios, los poríferos (las esponjas) y los anélidos (gusanos segmentados). Durante un viaje al Mediterráneo, Haeckel nombró cerca de 150 nuevas especies de radiolarios.
En 1864 murió su primera esposa, Anna Sethe. Haeckel le dedicó algunas especies de medusas de especial belleza (como la Desmonema annasethe).

Entre 1866 y 1867, Haeckel realizó un largo viaje a las Islas Canarias con Hermann Fol. El 17 de octubre de 1866 llegó a Londres. En los días siguientes conoció a Charles Lyell, y visitó a Thomas Huxley y a su familia en su casa. El 21 de octubre visitó a Charles Darwin en Down House en Kent. En 1867 se casó con Agnes Huschke. Su hijo Walter nació en 1868, su hija Elizabeth en 1871 y su hija Emma en 1873. En 1869 viajó como investigador a Noruega, en 1871 a Croacia (donde vivió en la isla de Hvar en un monasterio), y en 1873 a Egipto, a Turquía y a Grecia. En 1907 hizo construir el museo Jena Phyletisches Museum en Jena para enseñar al público la evolución. Haeckel se retiró de la enseñanza en 1909, y en 1910 se retiró de la Iglesia Evangélica de Prusia.
Con motivo de la celebración de su 80 cumpleaños, se le obsequió con una obra en dos volúmenes titulada Was wir Ernst Haeckel verdanken (Lo que debemos a Ernst Haeckel), editada a petición de la Monistenbund alemana por Heinrich Schmidt de Jena.
La esposa de Haeckel, Agnes, murió en 1915, y él se debilitó considerablemente, rompiéndose una pierna y un brazo. Vendió su "Villa Medusa" en Jena en 1918 a la Fundación Carl Zeiss, que conservó su biblioteca. Haeckel murió el 9 de agosto de 1919.
Haeckel se convirtió en el más famoso defensor del monismo en Alemania.